# متنزه بحيرة كايوغا الحكومي
تبلغ مساحة متنزّه بحيرة كايوغا الحكومي 141 أكر (0.57 كـم2) متنزّه حكومي الواقع على الطرف الشمالي من بحيرة كايوغا، شرق قرية سينيكا فولز في مقاطعة سينيكا، نيويورك، الولايات المتحدة.

## وصف المتنزّه
يوفر متنزّه بحيرة كايوغا الحكومي شاطئًا، وملاعب، وطاولات نزهة وأجنحة، وبرامج ترفيهية، ومسارًا طبيعيًا، وحمامات، وصيدًا، ومقطور قارب، ومحطة تفريغ، وكبائن مطلة على البحيرة، وإيجار عطلة، ومخيم للخيام والمقطورات والتزلج الريفي على الثلج والصيد على الجليد.
يقع المتنزّه على طول طريق ولاية نيويورك 89. يقسم الطريق المتنزّه إلى نصفين، حيث توجد مواقع كهربائية في المعسكر الشرقي بالقرب من البحيرة، بينما تقع المواقع غير الكهربائية في المعسكر الغربي.

## روابط خارجية
- متنزهات ولاية نيويورك: حديقة بحيرة كايوجا الحكومية